# Campionato Primavera 2000-2001
Il Campionato Primavera 2000-2001 è la 39ª edizione del Campionato Primavera. Il detentore del trofeo è il Bari.
La squadra vincitrice del torneo è stata la Lazio che, guidata da Alberto Bollini, si è aggiudicata il titolo di campione nazionale per la quarta volta nella sua storia.